# السياحة في سان مارينو
تعد السياحة في سان مارينو، والمعروفة أيضاً باسم جمهورية سان مارينو الأكثر سكينة، عنصراً لا يتجزأ من اقتصاد هذه الدولة الصغيرة. يساهم قطاع السياحة في جزء كبير من الناتج المحلي الإجمالي في سان مارينو.
ارتفع معدل السياح في السنوات الأخيرة، حيث تجذب المناظر الطبيعية والمأكولات والمعالم المعمارية للدويلة الجبلية الزوار بمعدل حوالي مليوني سائح سنوياً، منهم 1,822,000 من أوروبا في 2018. لكن اعتباراً من 2018، أصبحت سان مارينو تجذب عدداً أقل من السياح، بالمقارنة مع الدول الأوروبية الأصغر الأخرى (أندورا، مالطا، موناكو ومدينة الفاتيكان).
جغرافياً، سان مارينو هي دويلة مستقلة تحيط بها الجمهورية الإيطالية. وتقع في جيب وسط إيطاليا على الحافة الشمالية الشرقية لجبال أبينيني، وهي دولة حبيسة تماماً. ومع ذلك، تقع على مقربة من الخط الساحلي الأدرياتيكي، الذي يمكن الوصول إليه عبر منطقة إميليا-رومانيا. يتدفق العديد من السياح إلى سان مارينو في موسم الصيف، بسبب لقربها من شواطئ ساحل البحر الأدرياتيكي. بالإضافة إلى ذلك، يزور الناس الجمهورية لتجربة الثقافة والمأكولات، وكذلك زيارة العديد من المعالم التاريخية والكنائس والقلاع.
معظم السياح الذين يزورون سان مارينو هم إيطاليون، وعادة ما يكونوا أشخاصاً يأتون لقضاء عطلة في رومانيا ريفيرا ثم يقررون قضاء نصف يوم أو على الأكثر ليلة فيها. على الرغم من أنه لا يوجد سوى عدد صغير من الأجانب غير الإيطاليين الذين يزورون البلاد، فإنهم يعتبروا حيويين لاقتصاد البلاد. لا توجد موانع حدودية مع إيطاليا. ومع ذلك، يمكن للزوار شراء طوابع الهدايا التذكارية التي أُلغيت رسمياً في جوازات سفرهم من المكتب السياحي.
مدينة سان مارينو نفسها تحتوي على معظم مناطق الجذب. تطل المدينة على تل مع وجود مناطق وقوف للسيارات العادية للسيارات والحافلات. مركز المدينة التاريخي نفسه هو مجرد منطقة للمشاة تحتوي في الغالب على متاجر الهدايا ومطاعم على كلا الجانبين.